# Моруженко Алла Олексіївна
Алла Олексіївна Моруженко (уроджена Купріянова) (3 травня 1937, Постишеве, Сталінська область, Українська РСР — 18 лютого 1991, Донецьк, Українська СРСР) — радянський історик і археолог. Доктор історичних наук, доцент. Дослідник передскіфських та скіфських пам'яток. Проводила розкопки в Донецькій, Полтавській та Харківській областях України.

## Життєпис
Народилася у родині військовослужбовця
У 1959 р. закінчила історичний факультет Харківського університету, У студентські роки брала активну участь у студентських конференціях та польових дослідженнях в експедиціях.
Після закінчення університету викладала історію в сільській школі. Самостійно проводила археологічні дослідження стародавніх поселень лісостепових племен. Результати цієї роботи були викладені в кандидатській дисертації «Городища лісостепової Скіфії: (Історія будівництва оборонних споруд, осель та господарських споруд у VII—III ст. до н. е.)», захист якої відбувся у 1969 р. у Харківському університеті.
Від 1970 р. — викладач кафедри всесвітньої історії Донецького державного університету.
З 1974 р. та до кінця життя — перша завідуюча новоствореної кафедри археології, історії стародавнього світу та середніх віків.
У 1975—1980 рр. — декан історичного факультету. .
У 1990 р. захистила в Інституті археології АН УРСР докторську дисертацію «История населения лесостепного междуречья Днепра и Дона в скифское время» («Історія населення лісостепового межиріччя Дніпра та Дона в скіфський час»). Моруженко визначила, що у VII—III ст. до н. е. у регіоні дніпро-донського лісостепу існувала історико-етнографічна спільнота з однаковою формою господарської діяльності, спільним побутом і культурою (в той час як раніше ця спільнота розглядалася як окремі групи поселень).

## Наукова праця
Зусиллями Моруженко при кафедрі була створена науково-дослідницька група, що протягом 13 років вела археологічні обстеження Донецької області.
Під керівництвом Моруженко було розкопано та вивчено більш ніж 200 курганів. Виявлено і досліджено декілька видатних пам'яток стародавнього світу.
У 1971—1972 рр. досліджувала фортифікаційні споруди Більського городища. Досліджувала городище Полкова Микитівка в басейні річки Ворскли, де були виявлені мідні шлаки та форма для лиття металу.
Протягом 1978—1985, 1988—1990 років в складі науково-дослідного сектора університету була керівником госпдоговірної теми з охоронних досліджень курганів в зонах меліоративного будівництва.
У 1978—1983 рр. досліджувала поселення Лихачівка біля Котельви Полтавськійої області, У 1984 р. досліджувала Книшівське городище в басейні річки Псел .
У 1978—1985 рр. керувала розкопками слов'янських могильників і поселення в селі Керувала розкопками слов'янських могильників та поселення в селі Городному Краснокутського району Харківської області, у 1988—1990 рр. — експедицією Донецького державного університету, яка проводила розкопки курганів в Донецькій і Луганській областях.
У 1988 році під керівництвом Моруженко розкопано курган Передерієва могила (Шахтарський район Донецької області), в якому знайдено золотий «шолом» із зображеннями скіфських воїнів (зберігається в Скарбниці Національного музею історії України).. Моруженко вважала, що це був парадний головний убір.
У 1989 році проводила розкопки на Рутченковському полі, де були поховані останки жертв терору 1930—1940 рр. .
Є автором понад 50 робіт, в яких поєднувала археологічні та історичні методи дослідження.
Праці Моруженко присвячені пам'яткам пізньої бронзи, скіфського та сарматського часу.
За 25 років наукової діяльності А. О. Моруженко зробила значний внесок в археологію, Донецької області зокрема.
Алла Олексіївна Моруженко померла 18 лютого 1991 року.